# أوليفر أوديا
أوليفر أوديا (بالإنجليزية: Oliver O'Dea)‏ (1979 - ) هو ملاكم أيرلندي.

## روابط خارجية
- أوليفر أوديا على موقع IMDb (الإنجليزية)